# Valpovo

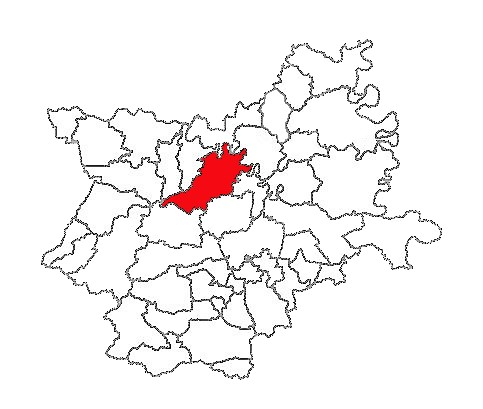
Lage der Stadt Valpovo in der Gespanschaft Osijek-Baranja

Valpovo (ungarisch Valpó, deutsch Walpach) ist eine Stadt in der kroatischen Region Slawonien. Sie zählt 9783 Einwohner (Stand: 2021) und gehört zur Gespanschaft Osijek-Baranja. Sie liegt in der Nähe des Flusses Drau, 25 km nordwestlich von Osijek.

## Geographie
Valpovo liegt etwa 33 Kilometer nordwestlich von Osijek und ist ca. 17 Kilometer südlich von der ungarischen Staatsgrenze entfernt. 

## Geschichte

### Frühgeschichte
Erste Siedlungsspuren gehen zurück bis in die Jungsteinzeit. In der Nähe von Valpovo wurden mehrere Artefakte aus der Starčevo-Kultur und der Sopot-Kultur entdeckt. Zu den Fundstücken gehören Fibeln, Perlen und Ringe. Außerdem fand man Keramikfragmente und menschliche Knochen, die dem Mittelalter zugeordnet werden können. Des Weiteren wurden an einer anderen Stelle des Ortes weitere Siedlungsspuren der Sopot-Kultur identifiziert.

### Mittelalter
Die Stadt wird erstmals 1332 erwähnt und wurde 1543, nach mehreren Wochen der Belagerung, vom Osmanischen Reich erobert. Zu Zeiten des Großen Türkenkrieges im Jahre 1687 wurde die Region von den Türken befreit und kam unter die Herrschaft der Habsburger.

### Neuzeit
Nach dem Ende des Ersten Weltkrieges und bis zum Friedensvertrag von Trianon gehörte die Region zum Komitat Baranya. Im Jahr 1918 war Valpovo Teil der Gespanschaft Virovitica des Königreichs Kroatien-Slawonien, kurze Zeit später gehörte die Stadt zum Königreich Jugoslawien. Während des 2. Weltkrieges, von 1941 bis 1945, gehörte das Gebiet wieder zu Ungarn. Im März 1945 starteten die deutschen Streitkräfte die Operation Frühlingserwachen. Am südlichen Arm, der durch Valpovo nach Norden zog, war die 1. Kosaken-Division. Jugoslawische Partisanen der 3. Armee konnten den deutschen Vormarsch verzögern. Kurz nach dem Ende des Zweiten Weltkriegs richteten Beamte des kommunistischen jugoslawischen Regimes ein Arbeitslager für Deutsche ein, das bis Mai 1946 in Betrieb war. Nach Ende des Zweiten Weltkrieges folgte dann die Eingliederung in die SFR Jugoslawien.
Nach der Unabhängigkeit Kroatiens 1991 und dem darauffolgenden Kroatienkrieg wurde die Stadt Valpovo von mehreren Artillerieangriffen aus der von den Serben besetzten Baranja angegriffen, die schwere Schäden verursachten.

## Orte
Die Siedlungen auf dem Gemeindegebiet von Valpovo sind (Einwohnerzahl von 2011):
- Harkanovci, 506 Einwohner
- Ivanovci, 460 Einwohner
- Ladimirevci, 1587 Einwohner
- Marjančaci, 308 Einwohner
- Nard, 516 Einwohner
- Šag, 429 Einwohner
- Valpovo, 7406 Einwohner
- Zelčin, 351 Einwohner

## Bevölkerung
| Bevölkerungsentwicklung | Bevölkerungsentwicklung | Bevölkerungsentwicklung | Bevölkerungsentwicklung | Bevölkerungsentwicklung | Bevölkerungsentwicklung | Bevölkerungsentwicklung | Bevölkerungsentwicklung | Bevölkerungsentwicklung | Bevölkerungsentwicklung | Bevölkerungsentwicklung | Bevölkerungsentwicklung | Bevölkerungsentwicklung | Bevölkerungsentwicklung | Bevölkerungsentwicklung | Bevölkerungsentwicklung | Bevölkerungsentwicklung |
| ----------------------- | ----------------------- | ----------------------- | ----------------------- | ----------------------- | ----------------------- | ----------------------- | ----------------------- | ----------------------- | ----------------------- | ----------------------- | ----------------------- | ----------------------- | ----------------------- | ----------------------- | ----------------------- | ----------------------- |
| 1857                    | 1869                    | 1880                    | 1890                    | 1900                    | 1910                    | 1921                    | 1931                    | 1948                    | 1953                    | 1961                    | 1971                    | 1981                    | 1991                    | 2001                    | 2011                    | 2021                    |
| 2753                    | 3191                    | 3173                    | 3759                    | 4129                    | 4134                    | 3925                    | 3655                    | 3873                    | 4213                    | 5174                    | 6630                    | 7611                    | 8205                    | 7904                    | 7406                    | 6332                    |

## Kultur und Sehenswürdigkeiten
- Das Schloss Prandau-Normann oder Schloss Valpovo wurde im 18. Jahrhundert, auf den Resten der mittelalterlichen Burg Morović, erbaut. Es war im Besitz der Adelsfamilie Prandau-Normann aus der Barockzeit. Der Burgkomplex besteht aus einer mittelalterlichen Festung mit dreieckigem Grundriss und einem zylindrischen Turm im Norden, einem zweistöckigen Flügel des barock-klassizistischen Schlossgebäudes und einer neugotischen Hallenkapelle westlich des Turms. Der gesamte Komplex ist von einem englischen Park sowie mit einem jahrhundertealten Wald umgeben. Gleich neben dem Park befinden sich die ehemaligen Stallungen des Schlosses.[9]
- Die katholische Pfarrkirche der Stadt wurde 1727 erbaut. Das Gotteshaus ist ein einschiffiger Bau mit einer schmalen Apsis des Altarraums und einer geschossigen Sakristei an der Nordseite des Altarraums. Der Glockenturm weist barocke Stilmerkmale auf. Nördlich der Pfarrkirche wurde 1737 ein Pfarrhaus errichtet und zu Beginn des 20. Jahrhunderts umfangreich renoviert.[10]
- Die Dreifaltigkeitskapelle des Schlosses ist der älteste Sakralbau der Stadt. Die Kapelle des Heiligen Ladislaus wurde im 15. Jahrhundert, im spätgotischen Stil, im Innenhof der Burg erbaut. Während der türkischen Herrschaft im 16. und 17. Jahrhundert wurde sie in eine Moschee umgewandelt.
- Die einschiffige Kapelle, mit einem halbkreisförmigen Altarraum und einem Glockenturm, wurde 1796 erbaut. Im Jahr 1860 wurde die Kapelle zu einem Grab der Familie Prandau-Normann umgewandelt. Im Zuge dessen wurde die Kapelle renoviert und erhielt ihr heutiges Aussehen.[11]

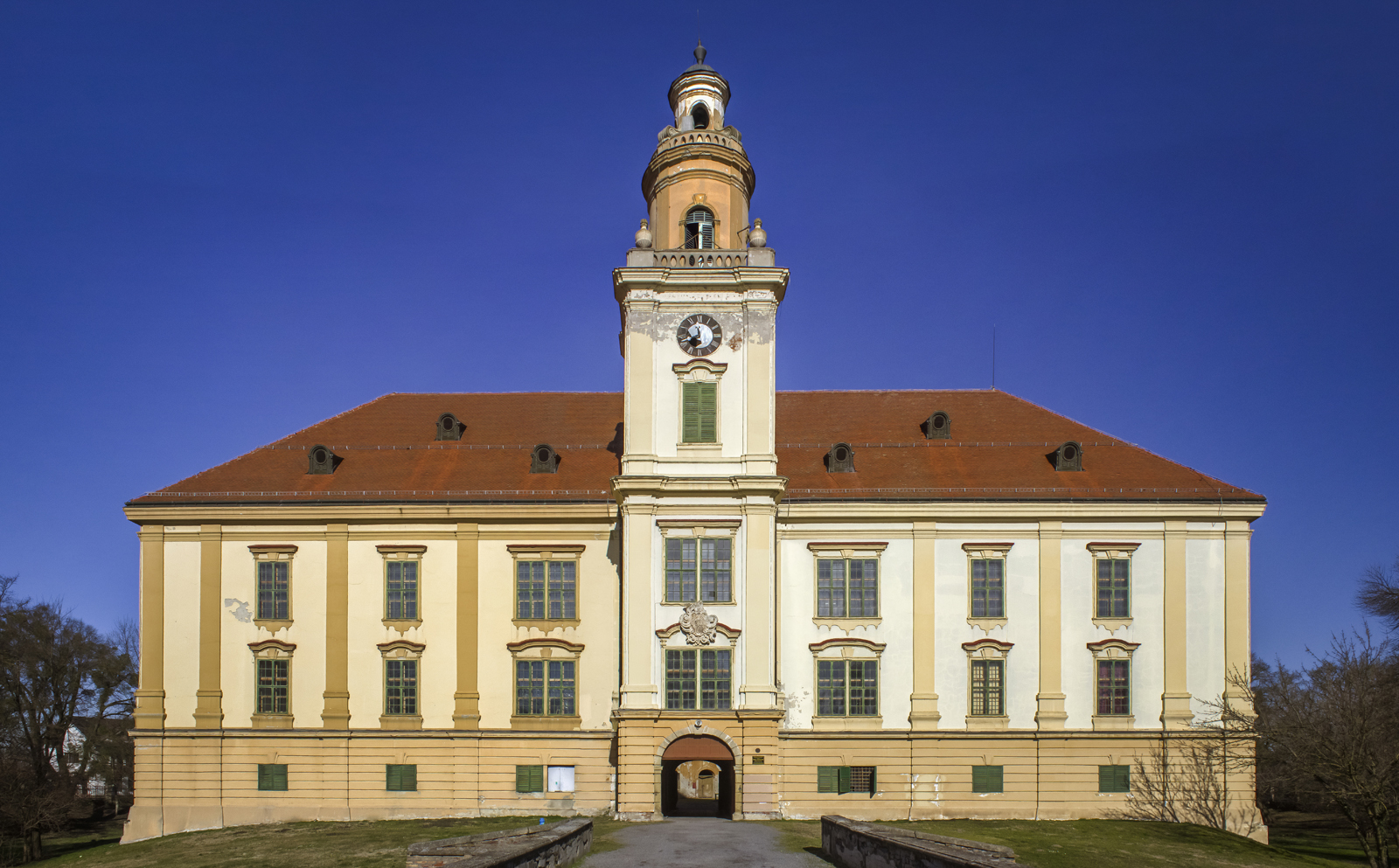
Schloss Valpovo
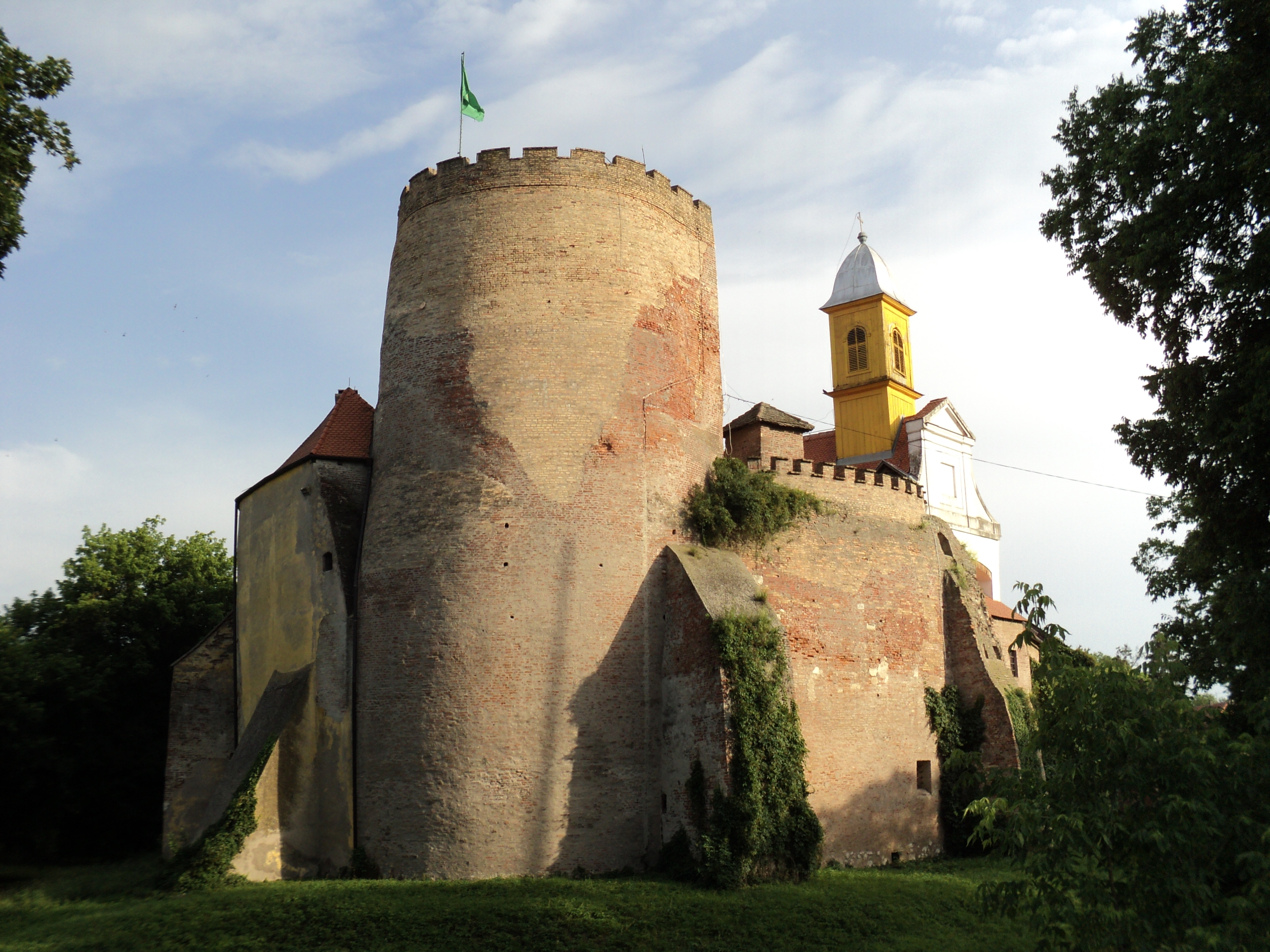
Wehrturm aus dem Mittelalter
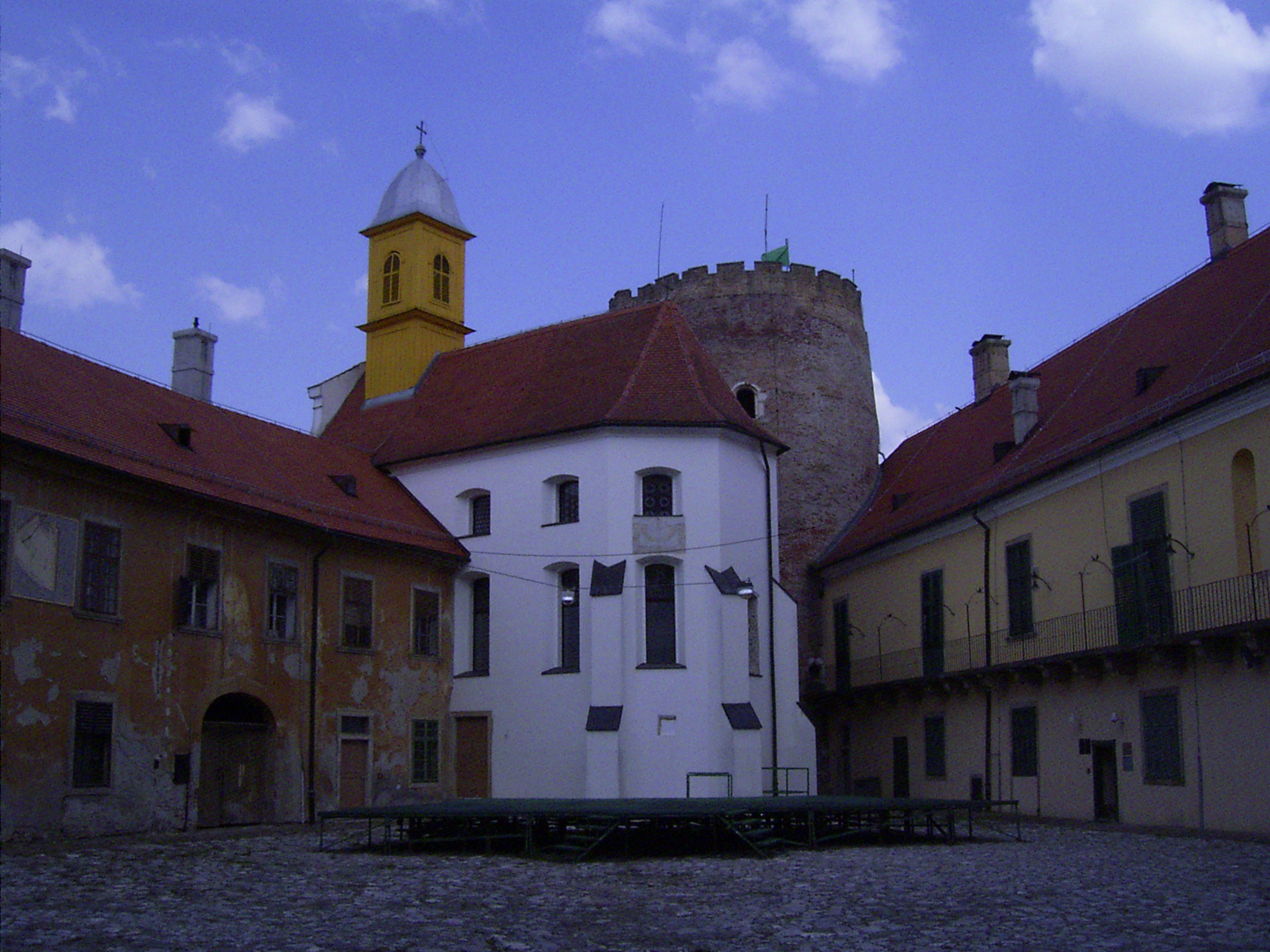
Schlosskapelle
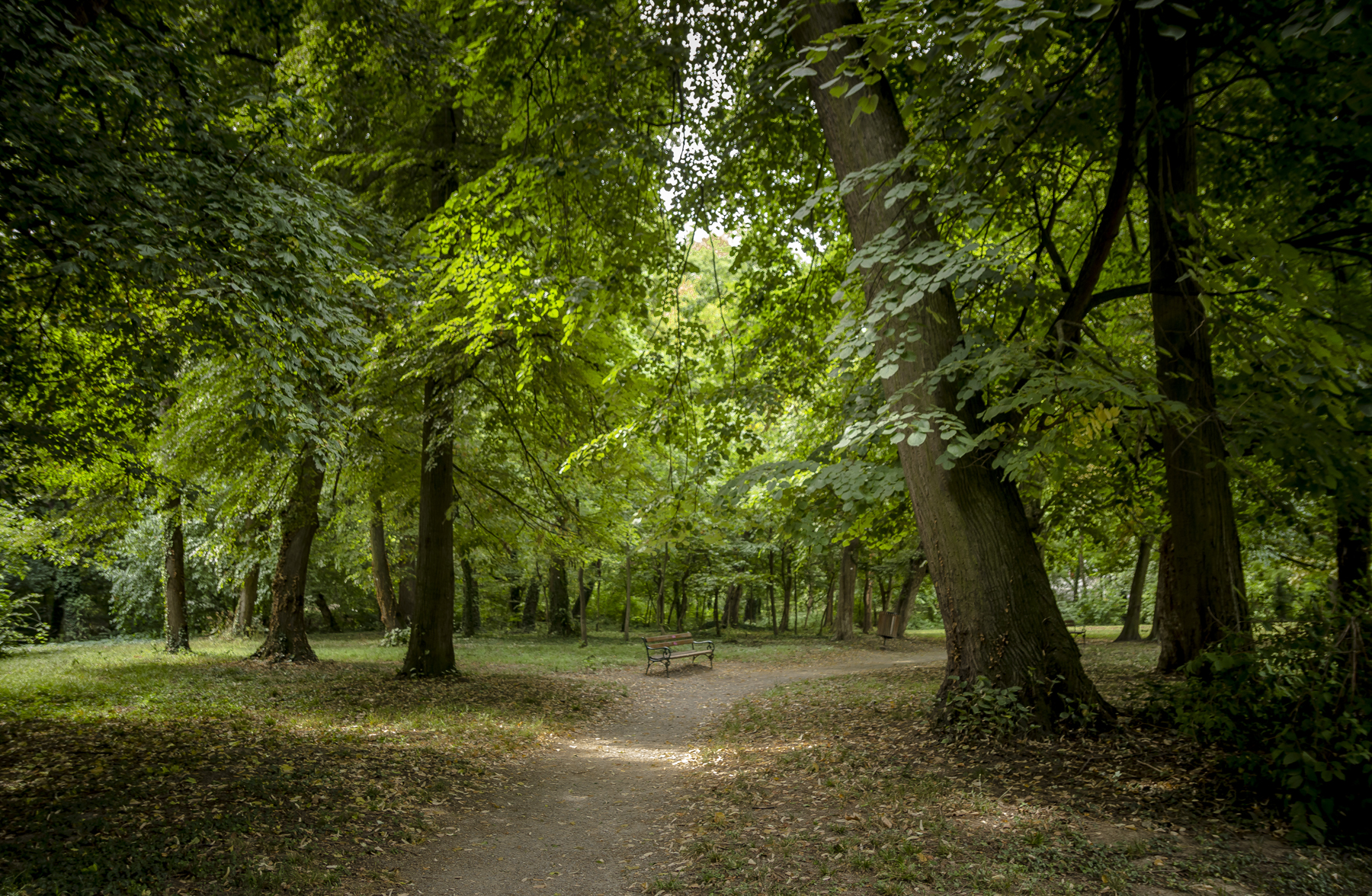
Schlosspark
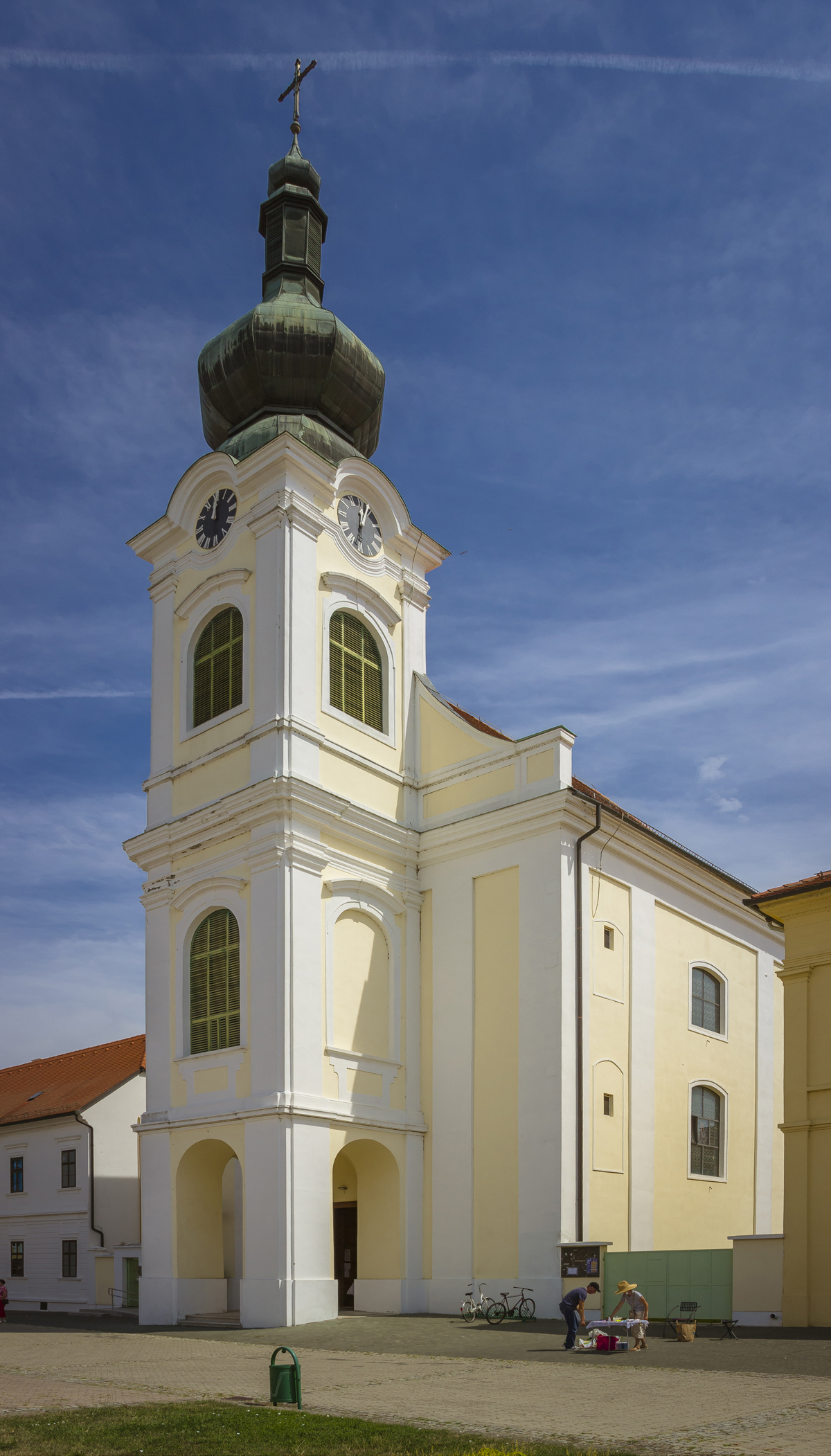
Katholische Kirche
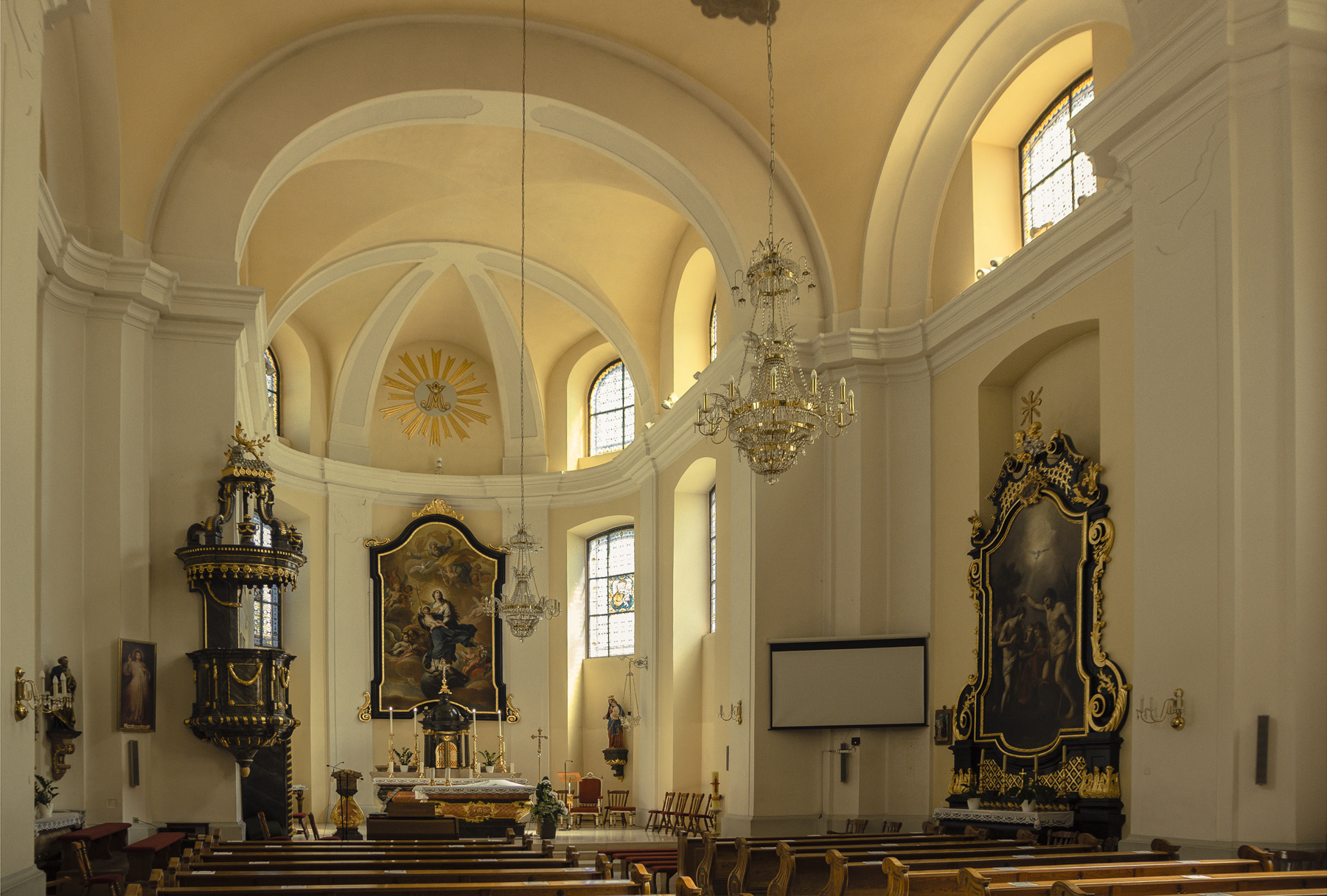
Altar der Kirche
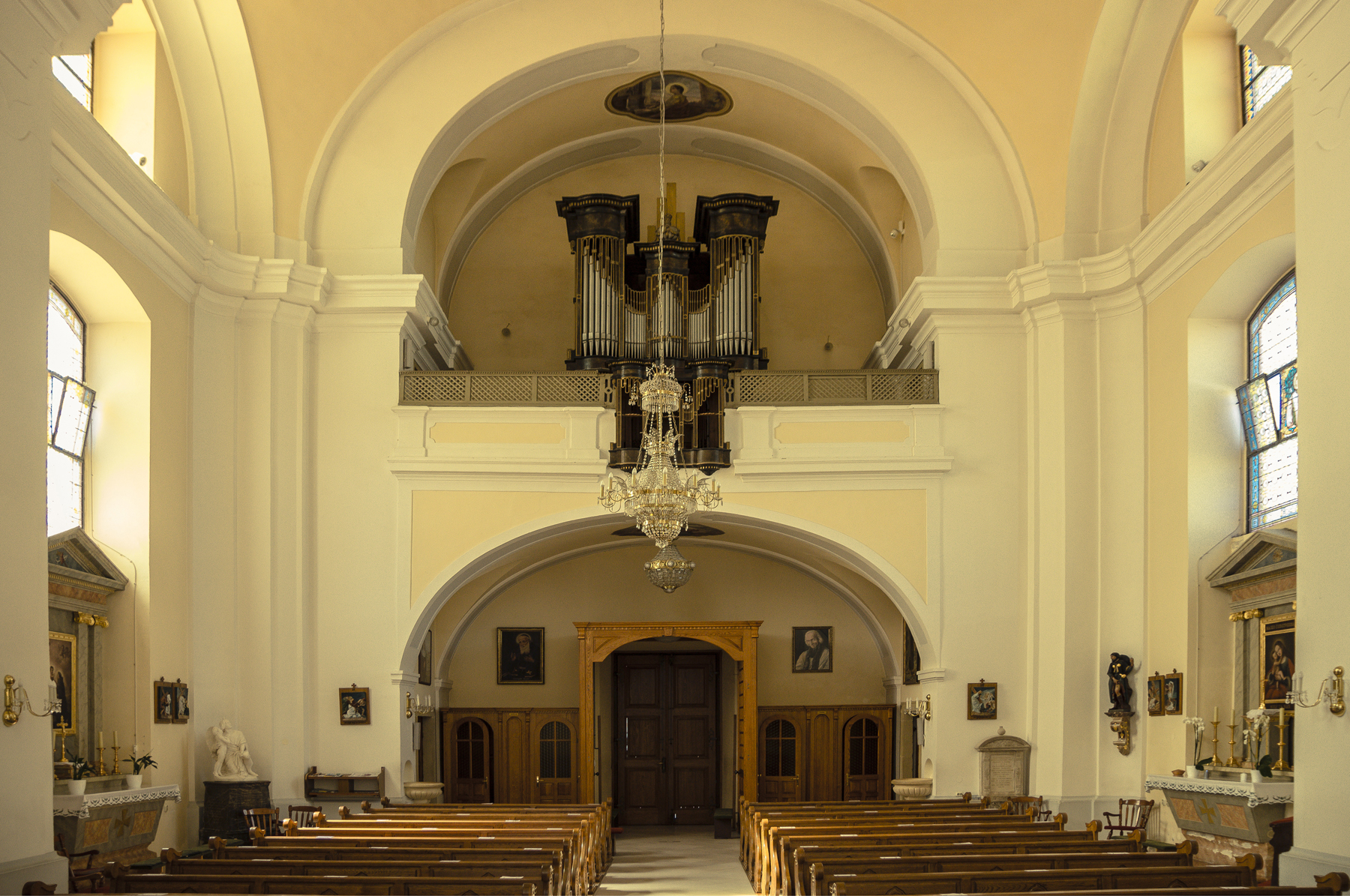
Empore mit Orgel in der Kirche
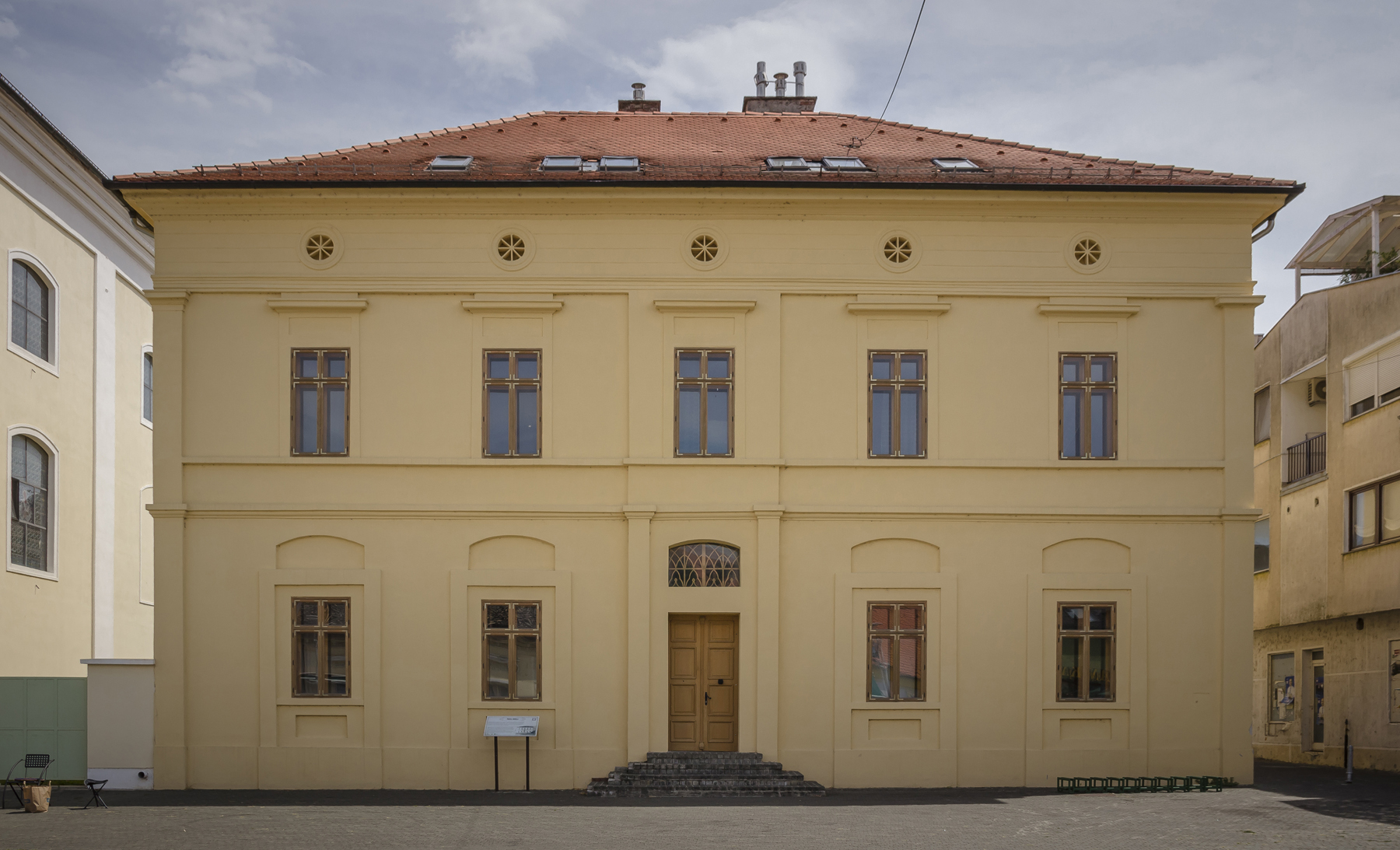
Stadtbibliothek
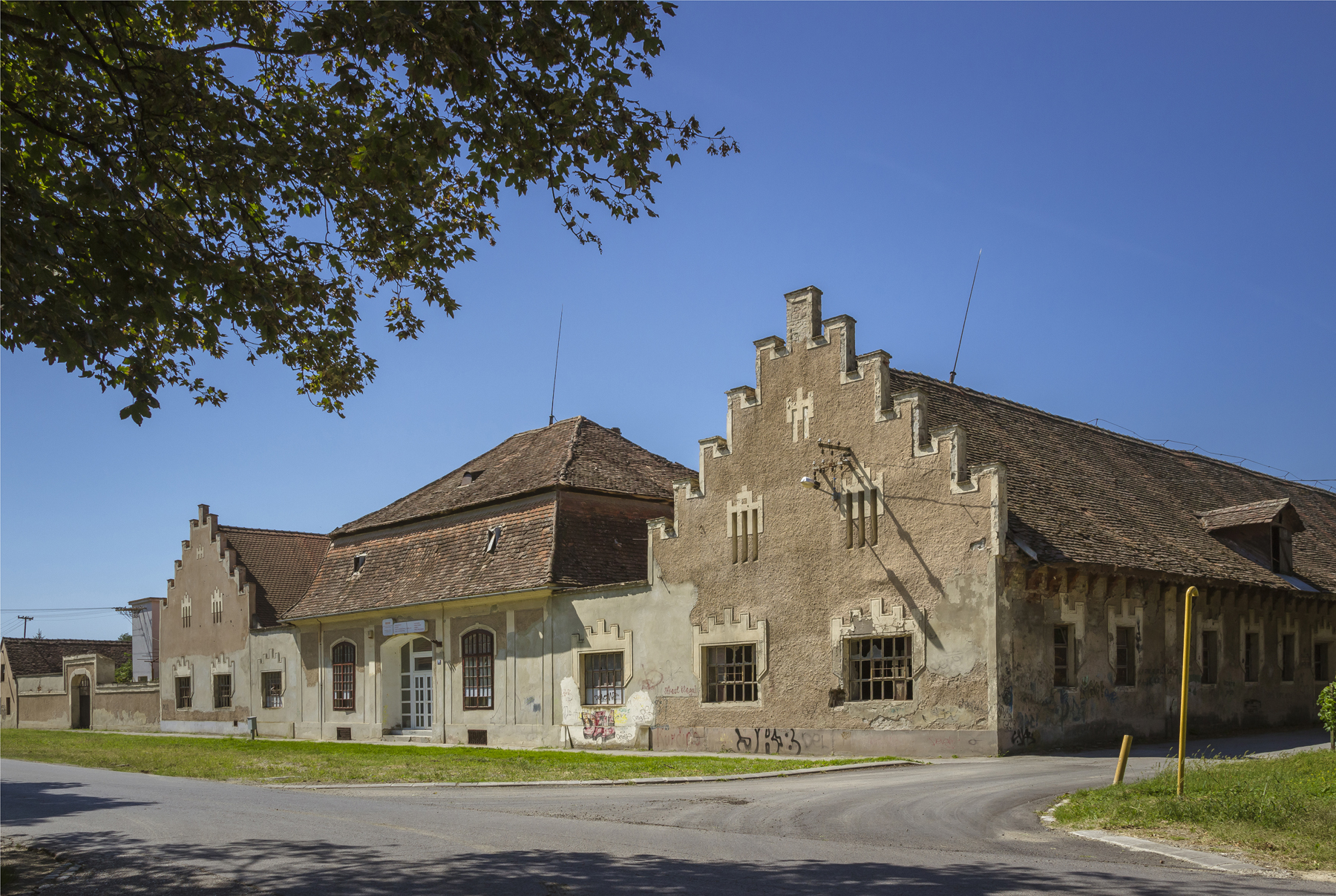
Altes Theater
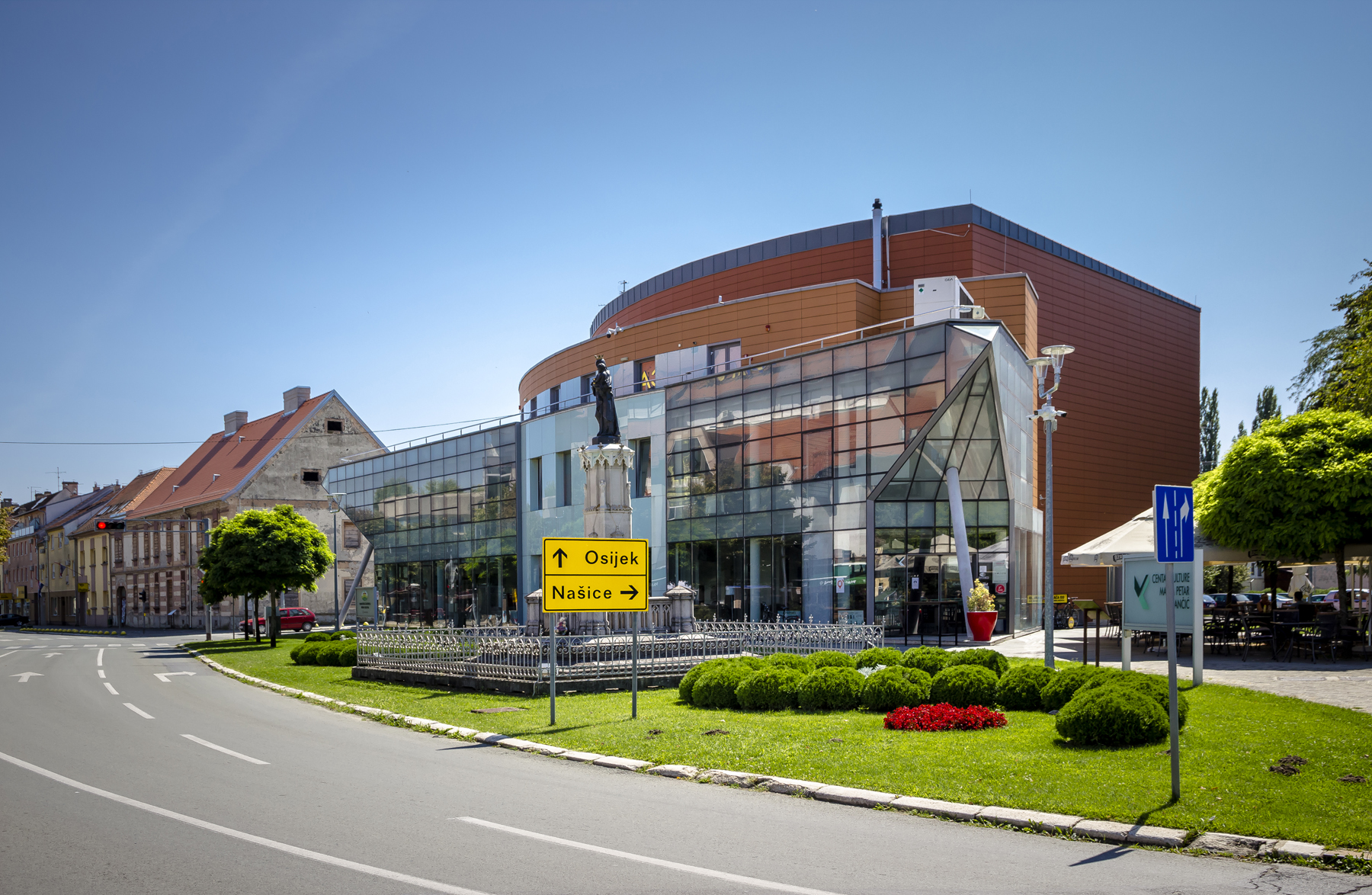
Kulturzentrum
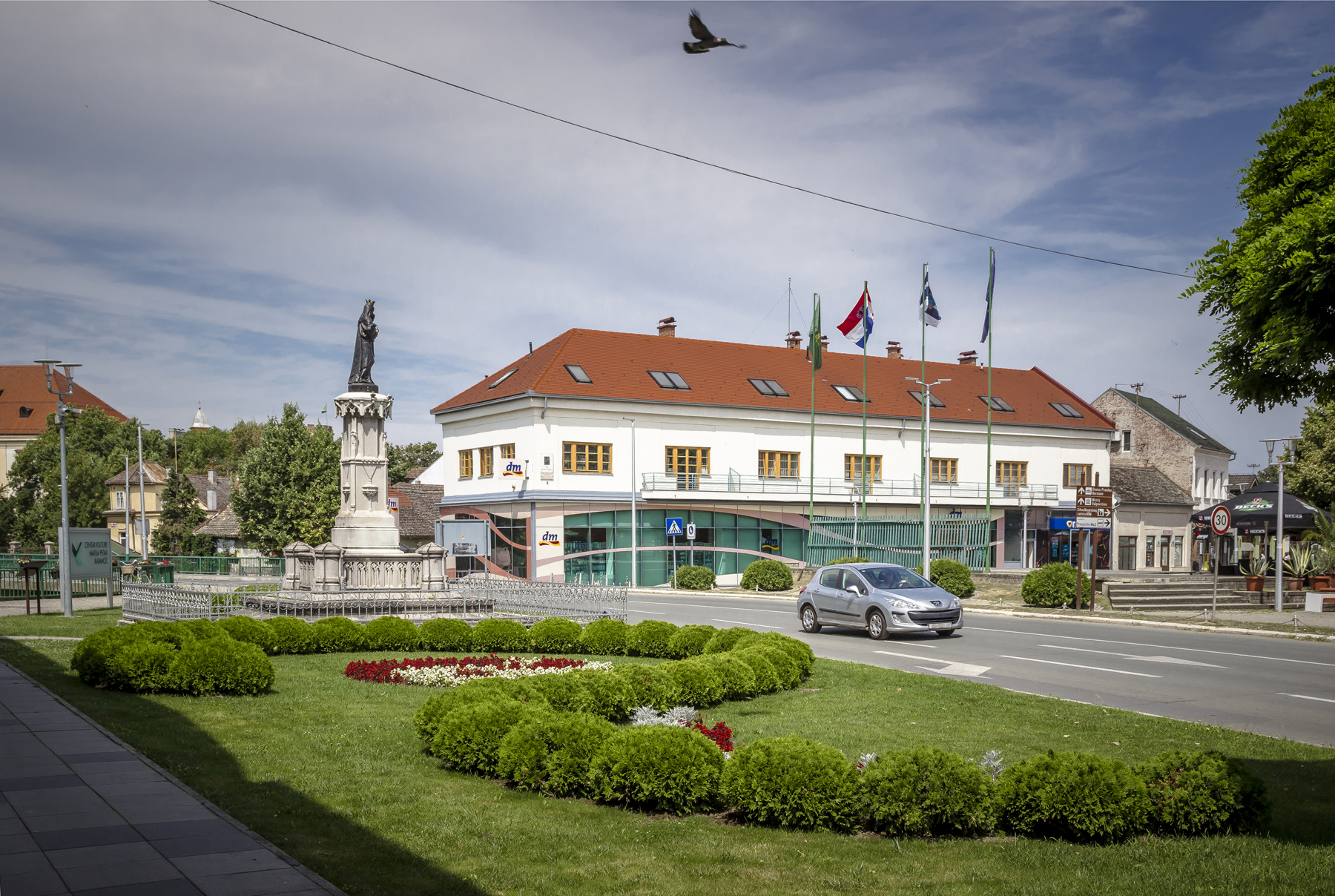
Stadtzentrum
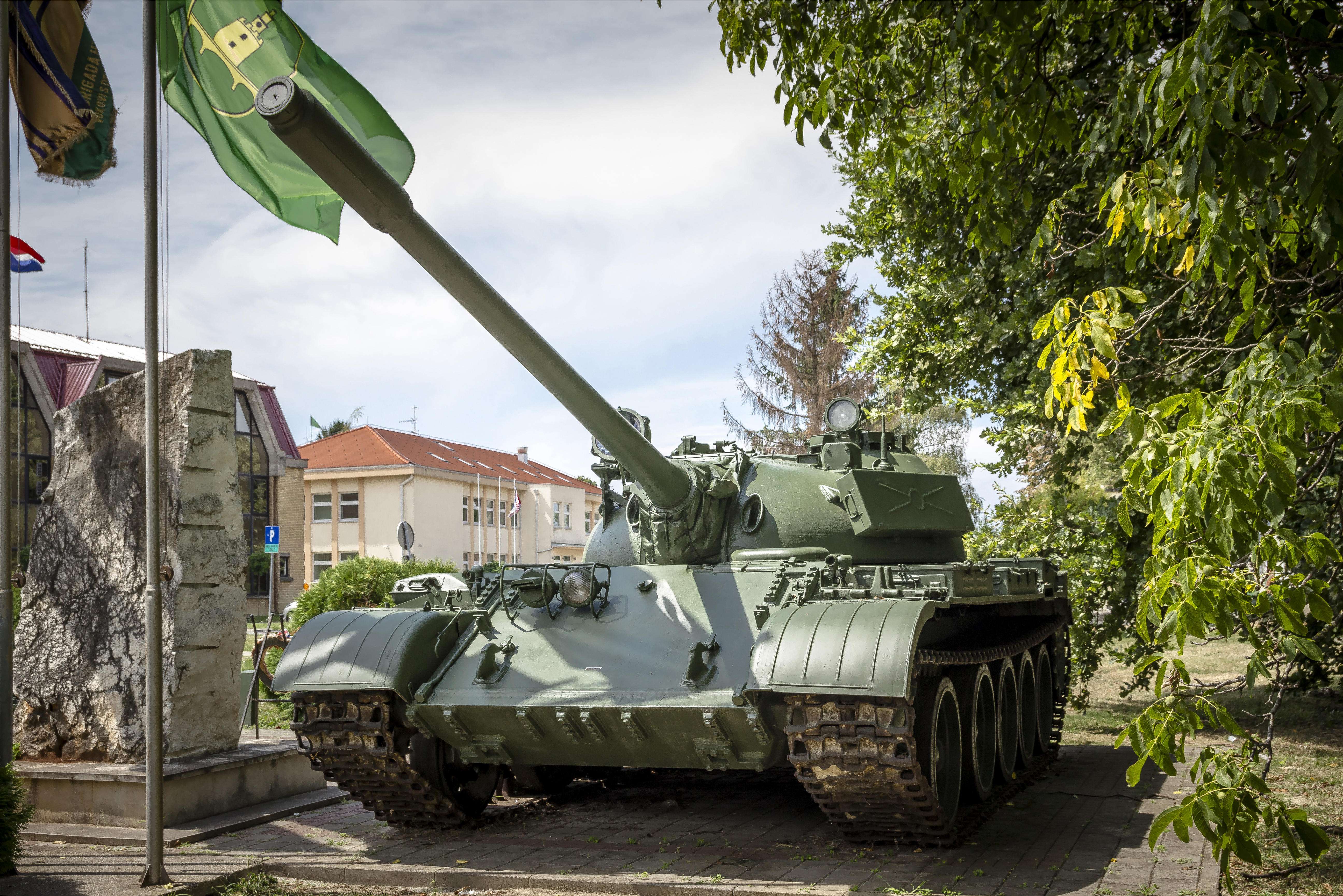
Russischer T-55 Panzer
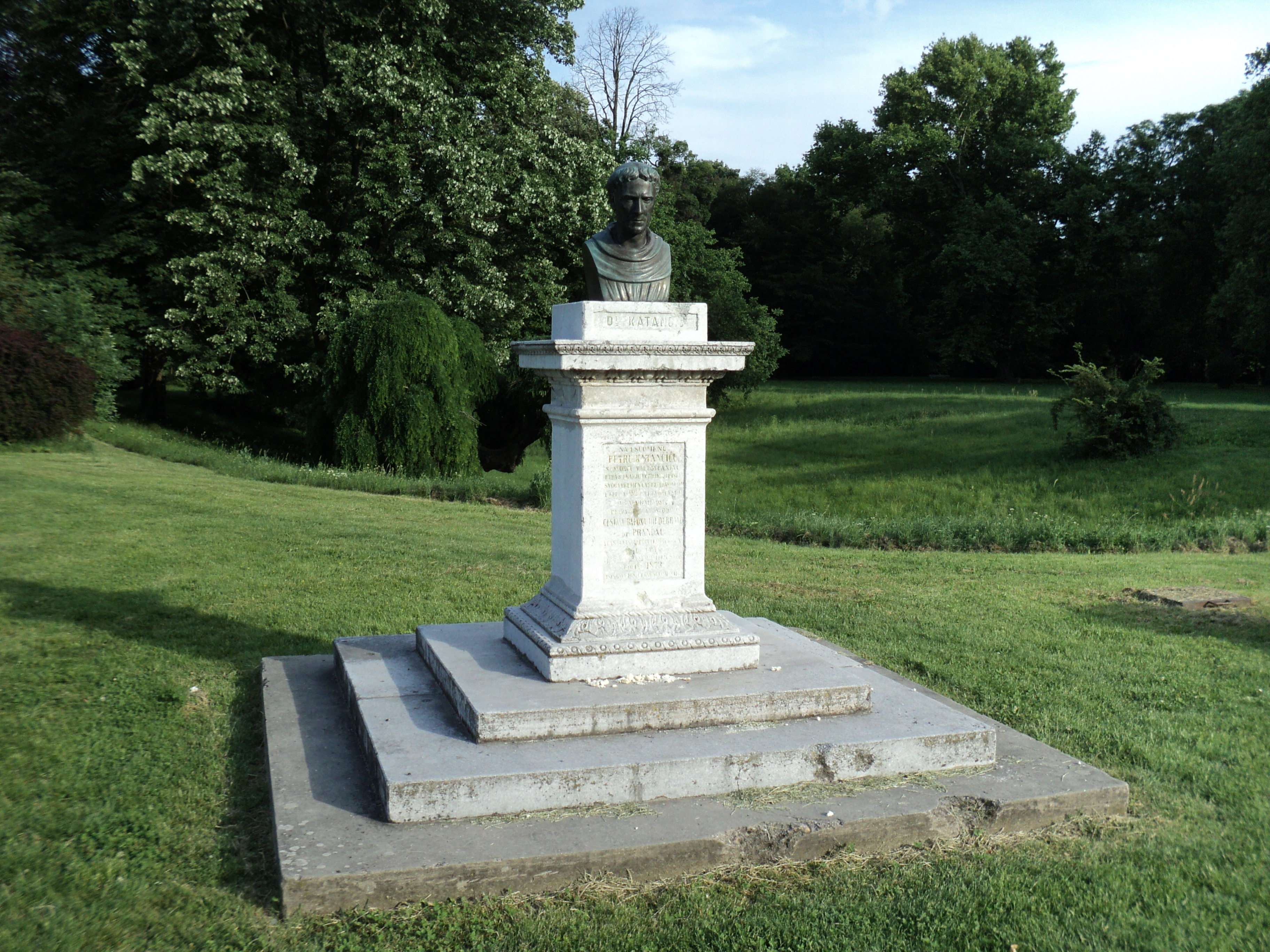
Büste von Matija Petar Katancić
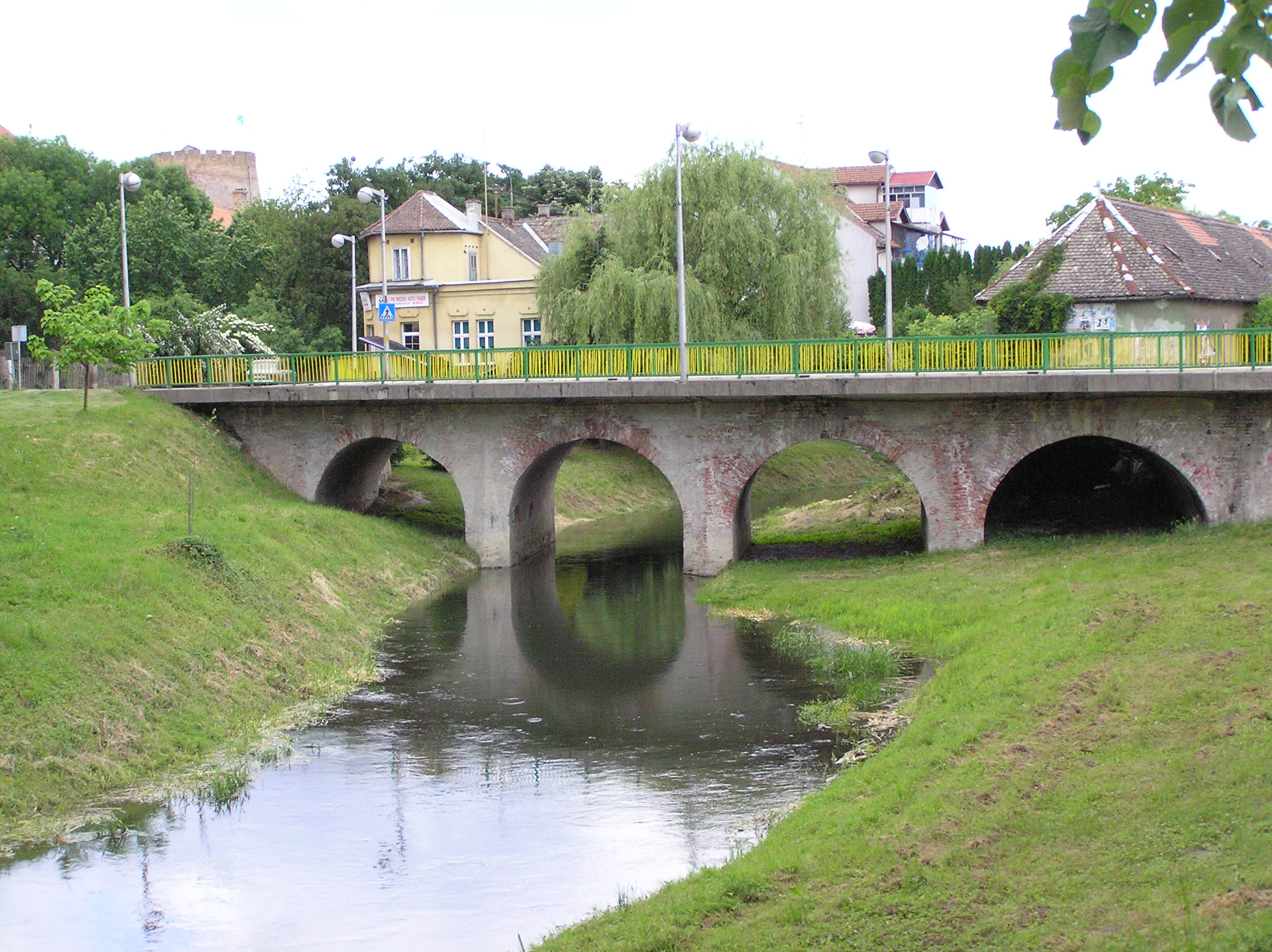
Alte Brücke

## Persönlichkeiten
- Matija Petar Katančić (1750–1825), Schriftsteller
- Ervin Cseh (1838–1918), ungarisch-kroatischer Politiker